# Temascaltepec de González
Temascaltepec de González es una población mexicana del municipio de Temascaltepec, también es cabecera municipal del mismo municipio en el sur del Estado de México, cuenta con 2,533 habitantes. En 2010 se le dio el nombre de «pueblo con encanto» por parte de la Secretaria de Turismo;[cita requerida] asimismo se consideró, según el censo, como un municipio más que conforma la región de la Tierra Caliente, conjuntamente con los estados de Guerrero y Michoacán.[cita requerida]

## Toponimia
El nombre de la localidad proviene del náhuatl «temazcalli» que significa «baño de vapor», de «tepetl» que significa «cerro», es decir que significa «cerro donde hay temascales o baños de vapor»; el apelativo González viene del héroe de la Guerra de Reforma, Plutarco González.